# Мальи, Аугусто
Аугусто Мальи (итал. Augusto Magli; 9 марта 1923, Молинелла, Эмилия-Романья — 1 ноября 1998, Сан-Паулу) — итальянский футболист, полузащитник. Известный по выступлениям за клуб «Фиорентина», а также национальную сборную Италии.

## Клубная карьера
Родился 9 марта 1923 года в городе Молинелла. Воспитанник футбольной школы клуба «Молинелла». Взрослую карьеру начал в 1939 году в основной команде того же клуба, в которой провел два сезона.
Впоследствии с 1941 по 1946 год играл в составе команд клубов «Фиорентина» и «Болонья».
С восстановлением полноценных футбольных соревнований в послевоенной Италии продолжил выступления за «Фиорентину», в составе которой сыграл ещё семь сезонов своей игровой карьеры. Большую часть времени, проведенного в составе «Фиорентины», был основным игроком команды.
В течение 1954—1957 годов защищал цвета команды клуба «Удинезе».
Завершил профессиональную игровую карьеру в клубе «Рома», за команду которого выступал на протяжении 1957—1958 годов.
В 1960-х годах переехал в Бразилию, умер в ноябре 1998 года на 76-м году жизни в городе Сан-Паулу.

## Выступления за сборные
С 1949 по 1955 защищал цвета второй сборной Италии. В составе этой команды провел 8 матчей.
В 1950 году дебютировал в официальных матчах в составе национальной сборной Италии. В течение карьеры в национальной команде провел в её форме только один официальный матч.
В составе сборной был участником чемпионата мира 1950 года в Бразилии.